# Solanum palitans
Solanum palitans är en potatisväxtart som beskrevs av Conrad Vernon Morton. Solanum palitans ingår i släktet skattor som ingår i familjen potatisväxter. Inga underarter finns listade i Catalogue of Life.